# Єврейські землеробські колонії в Російській імперії
Єврейські землеробські колонії в Російській імперії — землеробські поселення євреїв в Російській імперії, організовані на принципах, подібних до поселень іноземців в Росії.

## Історія
Єврейські землеробські колонії в Росії спочатку були створені в Херсонській губернії в 1806, коли євреї стали масово виїжджати з Польського царства Росії. Указ від 9 (21) грудня 1804 року вперше дозволив євреям у Росії купувати землю для створення землеробських поселень (колоній). Насамперед більшість переселенців-іноземців у Російській імперії становили німці та балканські слов'яни.
Як і інші сільськогосподарські поселенці (колоністи), євреї, що перейшли в селянський стан, отримали тимчасові податкові пільги, звільнення від рекрутської повинності, а також субсидії для придбання або купівлі земельних угідь. Метою цієї політики було залучення євреїв, більша частина з яких опинилася в межах Російської імперії після чергового поділу Польщі, до землеробської праці для освоєння незаселених степових та новонабутих земель. Раніше євреям не дозволялося ні проживати в сільській місцевості, ні залишати межу осілості. Результатом цих обмежень, а також обмежень у виборі заняття, стала надзвичайна скупченість і злидні в містечках у межах смуги.
У середині XIX століття царський уряд дозволив створення єврейських землеробських колоній у південних районах країни, і насамперед у приєднаних унаслідок нещодавніх російсько-турецьких воєн Бессарабському краї та Новоросії.
Указ імператора Миколи I «Положення про євреїв» від 13 (25) квітня 1835 року давав змогу євреям отримувати казенні землі в безстрокове користування, купувати й орендувати земельні ділянки в шести губерніях, а також передбачав тимчасові рекрутські та платіжні послаблення для колоністів. Того ж року відбулася невдала спроба створення єврейських колоній у Сибіру. Переважна більшість єврейських сільськогосподарських колоній наступних років була організована в Бессарабській області, Катеринославській та Херсонській губерніях.
Колонізація Катеринославської губернії почалася 1846 року У 1858 році 18 єврейських землеробських колоній були утворені в Подільській губернії, куди переселилося понад 1,100 сімей. За короткий проміжок часу в Росії з'явився новий прошарок євреїв-землеробів, які до середини XIX століття становили вже 3 % від усього єврейського населення країни, а в Бессарабській області — близько 16 %. До 1900 року налічувалося близько 100,000 колоністів-євреїв.
Політика заохочення єврейського землеробства у Росії було згорнуто імператором Олександром II новим указом від 30 травня (11 червня) 1866 року, який знову наклав заборону на придбання євреями земельних ділянок. Ще більше посилили становище землеробських колоній «Тимчасові правила» 1882 року, за якими після закінчення первісного орендного терміну земельні ділянки колоній не могли бути ні куплені, ні орендовані самими колоністами.
Попри заборону та активні заходи щодо обмеження єврейського землеробства, близько 20-25 % жителів єврейських колоній продовжували займатися сільськогосподарською діяльністю. У багатьох колоніях вирощувалися нові культури, що мали попит і приносили прибуток: цукровий буряк, соняшники, тютюн. Багато колоністів вимушено перейшли на пов'язані заняття, такі, як птахівництво. На місці деяких колоній виникли цілі містечка, де регулярно проводилися ярмарки, а більшість євреїв повернулися до заняття торгівлею і ремеслами.

## Після розпаду імперії
Внаслідок скасування риси осілості, Громадянської війни, коренізації, погромів, голоду та епідемій частина колоній припинила своє існування на початку 1920-х років. Значна частина євреїв залишила містечка та колишні колонії у пошуках роботи у великих містах, а також емігрувавши до США, Палестини та країн Латинської Америки. У деяких колишніх колоніях євреї стали меншістю. У низці колишніх колоній були організовані колективні господарства (колгоспи та радгоспи). Водночас створений у 1924 році в Союзі РСР Комітет із земельного устрою єврейських трудящих (КомЗЕТ) продовжив політику залучення єврейського населення Радянської Росії до продуктивної праці. Через рік було створено Товариство землеустрою єврейських трудящих (ОЗЕТ) — формально, громадська організація для сприяння КомЗЕТу та взаємодії з міжнародними єврейськими організаціями насамперед Джойнтом.
Спочатку єврейські сільради створювалися здебільшого в Криму, а також у районі «старих» єврейських землеробських колоній, заснованих ще на початку 19 століття. До кінця 1920-х було створено 160 таких сільрад в УРСР, 29 — у КРАРСР і 27 — у БРСР. З 1925 по 1937 туди переселилися 126 000 євреїв, з яких, щоправда, тільки 53 000 залишилися на новому місці.
У 1930-ті роки колективізація та індустріалізація привели до нового відтоку молоді до міст і скорочення чисельності євреїв-селян. У травні 1938 року всі створені раніше єврейські національні райони та сільради було розформовано. Більшість жителів колишніх єврейських колоній і сільрад, які не встигли евакуюватися, у період Великої Вітчизняної війни було вбито під час Голокосту.